# Assurdo (Tredici Pietro)
| Recensione | Giudizio |
| ---------- | -------- |
| Rockol     | 6/10     |

Assurdo è il primo EP del rapper italiano Tredici Pietro pubblicato il 7 giugno 2019 dall'etichetta Universal Music Italia.

## Descrizione
L'EP è in collaborazione col producer Mr. Monkey. L'unico estratto dall'EP è stato Tu non sei con noi, bro; l'unico feat presente è Madame.

## Tracce
1. Assurdo — 2:47
2. Biassanot — 2:49
3. Tu non sei con noi,bro — 3:38
4. Leggenda — 2:16
5. Farabutto (ft. Madame) — 2:47
6. Non Ci Fotti — 3:29
7. Tredici — 3:56